# Сава Мъркал
Сава Мъркал е сръбски учител, монах, филолог и поет. Известен е с това, че през 1810 г. пише брошура за сръбската азбука със заглавието „Сало дебелог јера либо азбукопротрес“ в която се застъпва решително за езикова и правописна реформа, в центъра на която поставя премахването на старобългарския ер голям (като русизъм) от славяносръбския. Поради това се счита, че е повлиял на Вук Караджич за неговата правописна реформа на азбуката.
Сава Мъркал произхожда от много бедно селско семейство заселило се по военната граница, като родното му село е днес в Хърватия. През 1799 г. завършва училище в Плашки в Лика, след което става сръбски учител в Госпич. По-късно се мести в Загреб, а след това в Пеща, където посещава лекции по философия и математика в университета, получавайки титлата „свободен творец и доктор по философия“. Владее латински, немски, френски език, ползва гръцки и иврит, знае италиански и унгарски. В Пеща през 1810 г. се среща с Вук Караджич, който е прекъснал обучението си във Великата школа в Белград поради лечение. Същата година печати в Буда брошура, с която се застъпва за езикова и правописна реформа. Брошурата предизвиква бурна и негативна реакция в лицето най-вече на православната църква в лицето на карловачкия митрополит Стефан Стратимирович. През следващата 1811 г. Сава се вижда принуден да се замонаши в манастира Госпич, защото се издържа със стипендия на православната църква. Две години по-късно, през 1813 г. напуска манастира започвайки да дава частни уроци. Учителската професия не е достатъчна за издръжката му, а молбата му да се върне в манастира е отхвърлена, поради което Мъркал отключва психическо заболяване и в състояние на нервен срив наранява с нож мъж, който го уговаря да му изнася частни уроци по латински. Попада в затвора, където е изтезаван, след което е преместен в карловацката болница. През 1827 г. е диагностициран с тежко душевно заболяване и шест години по-късно, през 1833 г. завършва живота си в психиатрична болница във Виена, където често го навестява Вук Караджич.
Сава Мъркал освен лингвист е и поет. Оставя след себе си 25 стихотворения, 13 оригинални и 12 преводни, т.е. на чужд език. Първата му поетична изява е от 1805 г. и е посветена на Кирил Живкович и се казва „Ода за Кирил Живкович“ (Оди Кирилу Живковићу), който е епископ на Пакрац, и е написана на славяносръбски език в съавторство с неговия приятел и студент по право Павел Докторович.